# Lambi
Lambi (más néven Lamba, dánul: Lamhauge) település Feröer Eysturoy nevű szigetén. Közigazgatásilag Runavík községhez tartozik.

## Földrajz
A település a sziget keleti partján, a Lambavík öböl végénél fekszik. A házak az út mentén szétszórtan épültek a völgyben.

## Történelem
Első írásos említése az 1350-1400 között írt Kutyalevélben található.
A település partjainál 1707-ben elsüllyedt a Norske Løve (Norvég Oroszlán) nevű dán kereskedőhajó. A hajó harangja és egy makettje a Tórshavni dómban található. Számos búvár kereste már fel a roncsot, de nem találtak semmi értékeset.

## Népesség
| Év          | Lakosság |
| ----------- | -------- |
| 1986.01.01. | 119      |
| 1991.01.01. | 122      |
| 1996.01.01. | 111      |
| 2001.01.01. | 123      |
| 2006.01.01. | 130      |

## Közlekedés
Lambi zsákfalu: csak nyugati irányból, Lambareiði felől közelíthető meg. Autóbusz-közlekedése nincsen. Az út végén, a tengerparton egy apró kikötő található.